# ヤスハラケミカル
ヤスハラケミカル株式会社は、広島県府中市に本社をおく日本の化学工業メーカー。主にテルペン製品が主力である。

## 沿革
- 1959年2月 安原油脂工業株式会社として設立。府中市高木町にてテルペン油精製を開始する[1]。
- 1970年　高木町にて低分子量ポリエチレンワックスの製造を開始[1]。
- 1977年　高木町にテルペン系樹脂製造設備を設置し、テルペン系樹脂の製造開始[1]。
- 1989年10月 現社名に改称。
- 1995年2月 広島証券取引所に上場。
- 1998年2月 大阪証券取引所2部に上場。
- 2000年3月 東京証券取引所2部に上場（東証と広証の統合による）。
- 2003年12月 大証2部上場廃止。
- 2012年　新居浜工場にテルペン系樹脂製造を移管[1]。
- 2016年　福山工場にテルペン油精製及びネオワックス製造を移管[1]。
- 2018年2月 川内工場閉鎖（鹿児島県薩摩川内市港町字松原360番14）[2]。
- 2019年 高木工場閉鎖。

## 主要事業所
- 本社・高木工場 - 広島県府中市高木町1080
- 鵜飼工場 - 広島県府中市鵜飼町800-111
- 福山工場 - 広島県福山市箕沖町117
- 総領工場 - 広島県庄原市総領町亀谷1065-1
- 新居浜工場 - 愛媛県新居浜市黒島1-7-7
- 川内工場 - 鹿児島県薩摩川内市港町字松原360-14